# Mathiness
Mathiness ist ein von Paul Romer geprägter Begriff, der die missbräuchliche Verwendung mathematischer Formeln in volkswirtschaftlichen Analysen bezeichnet. Mathiness liege demnach vor, wenn Mathematik nicht zur Präzisierung einer Aussage benutzt werde, sondern um mit einer Unmenge irrelevanter mathematischer Formeln ein ideologisches Anliegen zu verschleiern.

## Entstehung
Erstmals benutzt wurde der Begriff von Paul Romer auf einer Tagung der American Economic Association im Januar 2015. Später veröffentlichte er seinen Artikel Mathiness in the Theory of Economic Growth im American Economic Review. Die Wortschöpfung lehnt sich an den von dem US-Komiker Stephen Colbert geschaffenen Begriff Truthiness an, der eine gefühlte Wahrheit bezeichnet, die auf Intuition, nicht aber auf Tatsachen beruht. Zugespitzt formuliert Romer, dass Mathematik bald nicht mehr zu Präzisierung von Aussagen, sondern nur noch dazu benutzt werde, eine Theorie durchzusetzen:

“Presenting a model is like doing a card trick. Everybody knows that there will be some sleight of hand. There is no intent to deceive because no one takes it seriously. Perhaps our norms will soon be like those in professional magic; it will be impolite, perhaps even an ethical breach, to reveal how someone’s trick works.”

„Ein Modell zu präsentieren ist wie ein Kartentrick. Jeder weiß, dass ein Taschenspielertrick folgen wird. Es besteht dabei keine Betrugsabsicht, weil das sowieso niemand ernst nimmt. Möglicherweise werden wir bald den Regeln professioneller Zauberer folgen; es wird als unhöflich, vielleicht sogar unethisch gelten aufzudecken, wie der Trick eines anderen funktioniert.“

Unter dem Begriff Mathiness begann eine intensive Debatte über wissenschaftliche Standards in der Volkswirtschaftslehre.

## Diskussionen
Tim Harford sieht eine Parallele zu dem Aufsatz Politics and the English Language (1946), in dem George Orwell davor warnt, dass in der Politik ein Hang dazu bestünde, statt präzise Begriffe zu nutzen lieber einen rhetorischen Nebel zu erzeugen. Da mathematische Formeln nur mit gewissem Aufwand nachvollziehbar sind, bestünde ein erhebliches Missbrauchspotential. Empirisch unhaltbare Aussagen, begriffliche Unschärfen oder rein hypothetische Annahmen könnten durch einen Wust an mathematischen Formeln einen wissenschaftlichen Anstrich bekommen.
Justin Fox erinnert daran, dass Richard Thaler in seinem Buch Misbehaving dokumentiert, wie Ökonomen reale Phänomene ignorierten, weil sie nicht mit den dominierenden mathematischen Modellen in Übereinstimmung zu bringen waren. Edward Hadas nennt als Beispiel für den zweifelhaften Wert mathematischer Modelle in der Makroökonomie die herausragende Arbeit von Jean Tirole über Monopolregulierung. Tirole kommt zu dem Ergebnis, dass es keine simple einheitliche Lösungsformel für das Regulierungsproblem gibt. Trotzdem formulierte er unzählige Gleichungen, die alle auf dem zweifelhaften Homo-oeconomicus-Modell beruhen und die nur deshalb funktionierten, weil sie auf das Ergebnis sorgfältiger qualitativer Analyse geeicht wurden.
Noah Smith stimmt Romer insoweit zu, als viele Arbeiten von Robert E. Lucas und Edward C. Prescott besonders gute Beispiele für Mathiness seien. Ein geringeres Maß an Mathiness sei in der Makroökonomie aber weit verbreitet.
J. Bradford DeLong führt aus, dass Noah Smith zu weit gehe, wenn er jede Verwendung vereinfachter Annahmen als Mathiness ansehe. Mathiness sei es erst dann, wenn vereinfachte Annahmen eingesetzt werden, um ein bestimmtes politisch gewünschtes Ergebnis zu garantieren und der Mathematik nur die Funktion von Blendwerk zukommt. Er greift dabei das bereits von Paul Romer genannte Beispiel der Annahme von vollkommenem Wettbewerb auf. George Stigler habe immer darauf bestanden, dass volkswirtschaftliche Modelle auf der Annahme vollkommenen Wettbewerbs beruhen. Diese Annahme ist zwar viel unrealistischer als die konkurrierende Annahme monopolistischer Konkurrenz. Da Stigler Staatsinterventionismus ablehnte, sei es für ihn aber eine vertretbare „edle Lüge“ gewesen. In dieser Tradition arbeiteten auch Robert E. Lucas und Edward C. Prescott in ihren Modellen stets mit der Annahme vollkommenen Wettbewerbs. Paul Romer lehnt dies ab, weil sich Wissenschaft nach seinem Verständnis um empirisch belastbare Ergebnisse bemühen sollte.
Paul Krugman ist der Ansicht, dass die makroökonomische Debatte über Lehren aus der Finanzkrise ab 2007 und Weltwirtschaftskrise ab 2007 auch deshalb nur schleppend vorankommt, weil einige Ökonomen und zum Teil ganze Fachbereiche von der von Paul Romer beschriebenen Mathiness dominiert würden.